# Raimundo Maria Correia Mendes
Raimundo Maria Correia Mendes (Ilhas de Goa, Ribandar, 19 de julho de 1817 — Lisboa, 1902) foi um militar luso-Indiano, pertencente a uma família tradicional de Goa, tendo servido por diversas vezes como administrador colonial da Índia Portuguesa.